# 澳大利亚体育奖章
澳大利亚体育奖章是 2000 年期间为澳大利亞體育作出巨大贡献者所颁布的奖项。
获奖者中包括运动员、 教练、 体育科学家、政府官员以及保护体育设施和提供体育服务者。超过 18,000 人获得该体育奖章。該獎項於2020年永久恢復，以紀念澳洲在大型綜合運動賽事中的貢獻和參與。

## 描述
- 奖牌是圆形状的，由高度抛光的镍银制作而成。奖牌正面图案是象征着澳大利亚体育特色的南十字座以及用线条描绘出的澳大利亚体育场。
- 奖牌的正面象征着田径跑道，其反面同样的的凸起位置上刻印有“纪念澳大利亚体育成就”的文字，并且刻有"2000"年的字样。
- 奖牌是用环状物吊挂在32毫米的绶带上，绶带的颜色是绿色和黄色，这两种颜色同时也是澳大利亚国家体育的代表色。

## 历史
澳大利亚总理首次在 1998 年 12 月 31 日宣布正式创立澳大利亚体育奖章。
澳大利亚总理称，此体育奖章的设立是为了纪念所有获得澳大利亚体育成就的澳大利亚人。奖牌授予所有以不同方式为国家体育事业的成功而做出贡献的澳大利亚公民。获奖者中包括前运动员、 教练、 体育科学家、政府官员以及所有保护体育设施和提供体育服务者。
澳大利亚体育奖章在 1999 年 12 月 23 由英皇制诰正式颁布。
2020年12月4日，澳大利亚君主同意對澳洲體育獎章規章進行修訂，重新設立獎項以紀念澳洲體育界參與大型綜合性體育賽事，其中包括：
- 不可征服運動會（2018年起）
- 國際智力障礙人士體育聯合會全球運動會（2019年起）
- 夏季世界特殊奥林匹克运动会（2019年起）
- 冬季世界特殊奥林匹克运动会（2021年起）
- 夏季奥林匹克运动会（2020年起）
- 冬季奥林匹克运动会（2022年起）
- 夏季残疾人奥林匹克运动会（2020年起）
- 冬季残疾人奥林匹克运动会（2022年起）
- 英聯邦運動會（2022年起）

## 如何授予奖章
澳大利亚体育奖章由总督直接授予。
大部分获奖人都是从体育界人士中直接提名。国家最高体育机构和澳大利亚体育委员会根据已经注册的运动员数量进行奖项分配。所有的澳大利亚议员均可以进行提名。
此奖章在 2000 年期间逐次为获奖者颁发。
澳大利亚体育奖章并未配有勋衔。

## 获奖者
澳大利亚体育奖章授予了许多著名运动员，其中包括︰
- Gary Ablett, Sr.|Gary Ablett, Sr
- Tim Macartney-Snape (2000). For Service To Mountaineering.[6]
- Willie Carne (2000). 其为澳大利亚橄榄球联赛在国际地位中作出了巨大贡献
- Cathy Freeman
- 萨姆·弗里克